# Anglikon
Anglikon (toponimo tedesco) è una frazione del comune svizzero di Wohlen, nel Canton Argovia (distretto di Bremgarten).

## Storia

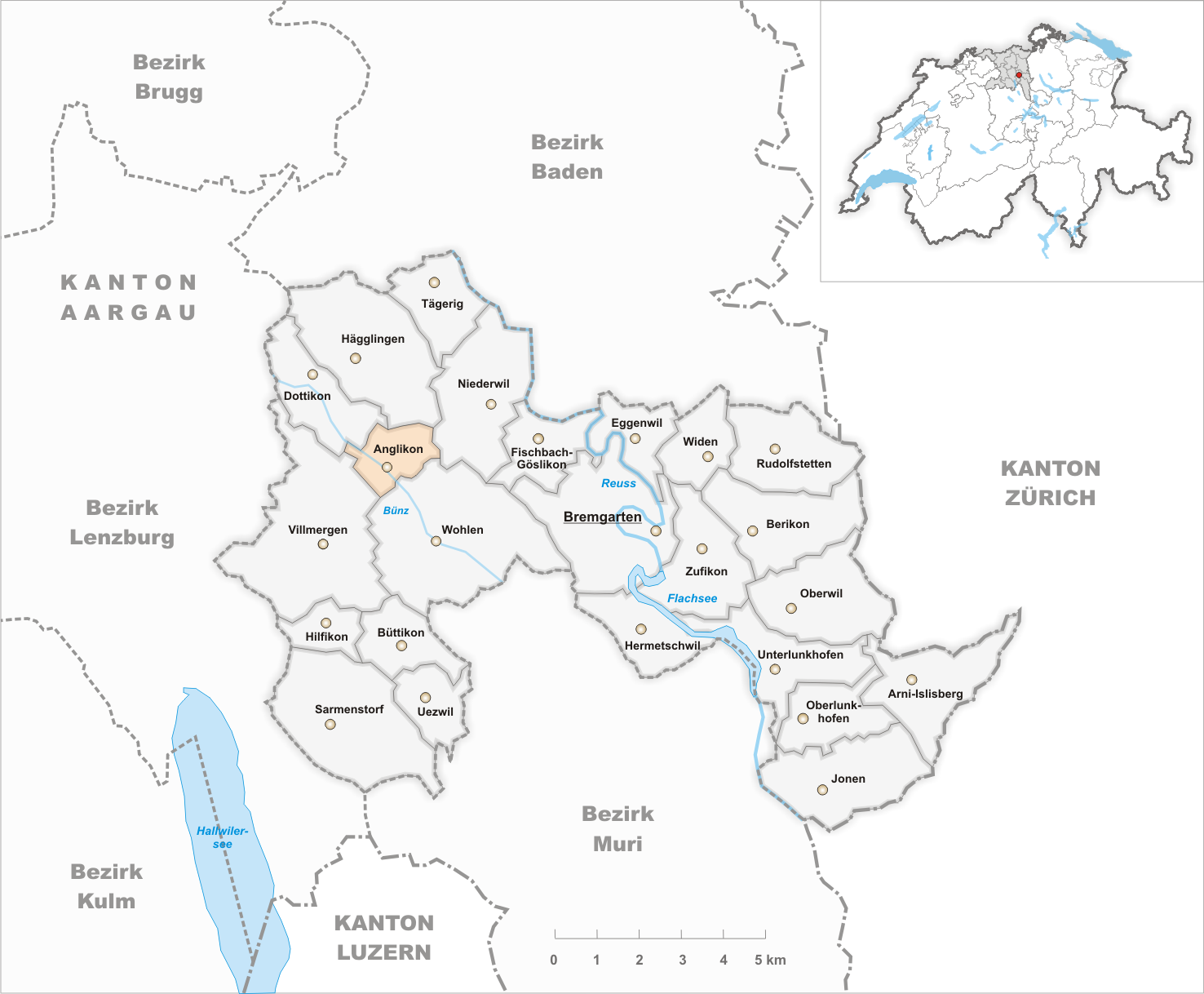
Il territorio del comune di Anglikon prima degli accorpamenti comunali del 1914

Già comune autonomo, nel 1914 è stato accorpato al comune di Wohlen.

## Monumenti e luoghi d'interesse

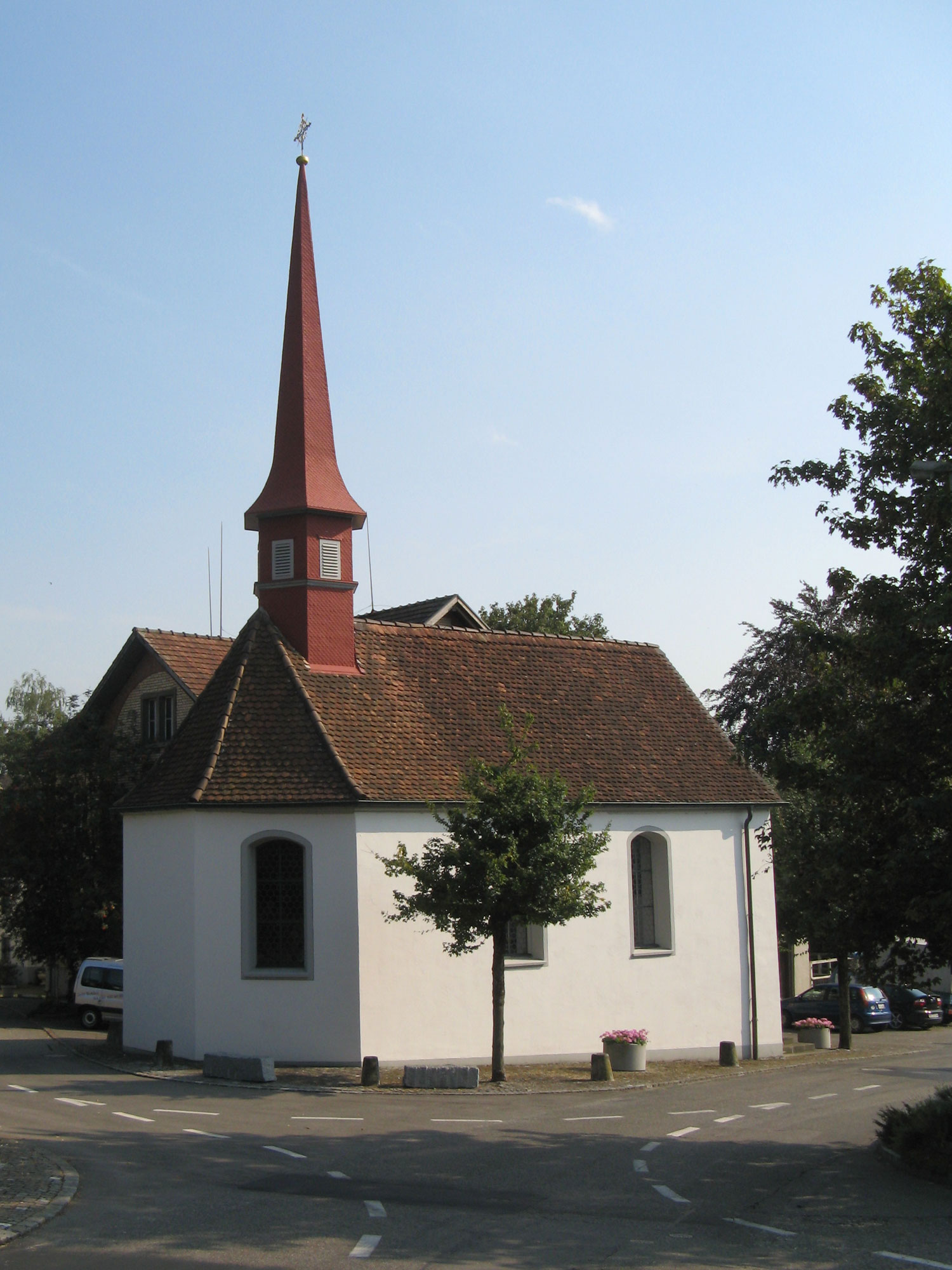
La cappella cattolica di San Wendelino

- Cappella cattolica di San Wendelino (già di Sant'Antonio e di San Francesco Saverio), attestata dal 1515 e ricostruita nel 1748[1].

## Società

### Evoluzione demografica
L'evoluzione demografica è riportata nella seguente tabella:
Abitanti censiti

## Amministrazione
Ogni famiglia originaria del luogo fa parte del cosiddetto comune patriziale e ha la responsabilità della manutenzione di ogni bene ricadente all'interno dei confini del comune.